# 孔鏞
孔鏞（1427年—1486年），譜名公鏞，字韶文，號節葊，直隸長洲（今江蘇蘇州）人，祖籍山東曲阜，孔子第五十八代孫，明朝政治人物，景泰甲戌進士。弘治初官至工部侍郎。

## 生平
景泰四年（1453年）癸酉科應天府鄉試第十六名舉人，景泰五年（1454年）聯登進士。任江西都昌縣知縣，改廣東連山縣知縣，當時傜族、僮族土著經常侵擾，使得漢人紛紛遷離連山縣。孔鏞赴任后招安，并設房送錢體恤賑災，使情況得以改善。其後孔鏞跟從都御史葉盛征討廣西時，曾力爭多人免被將領殺害。
成化元年（1465年）因葉盛舉薦，孔鏞升任高州府知府，因治理得宜，使得百姓有所歸，民變的黨羽均放棄對抗。因丁憂歸。守喪期滿，改任廣西，升爲廣西左布政使，隨即改都察院右副都御史、巡撫貴州。在任三十餘年，均在邊陲地區，因染瘴氣得病，懇求離任但不被允許，終於在弘治二年（1486年）召為工部右侍郎時，卒於途中。

## 家族
曾祖孔克信、祖孔士完、父孔友諒，進士，任知縣；母宋氏、前母鍾氏。

## 轶事
《雙槐歲鈔》載其任都昌知縣期間，破除迷信之事。
《菽園雜記》載孔鏞講述怪異大蛇之事。

## 延伸阅读
[在维基数据编辑]
 《國朝獻徵錄·卷之五十一》，出自焦竑《國朝獻徵錄》
 《明史卷一百七十二》，出自《明史》